# 카멘나오비
카멘나오비(러시아어: Ка́мень-на-Оби́)는 알타이 지방에 위치한 도시이고 오비 강의 좌안에 위치해 있다. 바르나울에서 북서쪽으로 208km지점에 위치해 있다. 1670년에 지어졌고 1925년에 도시로 동록되었다.
인구는 4만5,300명 (2005년); 4만4,375명 (2002년); 3만6,000명 (1970년)이다.